# Bactrocera aurea
Bactrocera aurea är en tvåvingeart som först beskrevs av May 1952.  Bactrocera aurea ingår i släktet Bactrocera och familjen borrflugor. Inga underarter finns listade.